# Kwagu'ł
De Kwagu'ł (ook wel bekend als Kwagyewlth, Kwakiutl) is een stam van Kwakwaka'wakw-indianen. De naam van de stam betekent letterlijk Rook-Van-De-Wereld, een verwijzing naar de rook die uit de schoorstenen van de stamhuizen in hun leefgebied kwam. Deze naam werd verengelst als Kwakiutl en gebruikt om alle Kwakwaka'wakw-stammen aan te duiden. De Kwagu'ł spreken Kwak'wala, een taal die ook gesproken wordt door de overige stammen van de Kwakwaka'wakw-indianen. Deze taal behoort tot de familie van de Wakashtalen. Het gebied van de stam beslaat Fort Rupert. 
Een van de bekendste leden van de stam is kunstenaar Mungo Martin, evenals zijn nakomelingen, die veelal ook kunstenaar werden.